# 코르도바 토후국
코르도바 토후국(아랍어: إِمَارَةُ قُرطُبَة Imārat Qurṭubah[*]) 또는 코르도바 우마이야 토후국은 이베리아반도의 중세 이슬람 왕국이었다. 929년 이래로는 코르도바 칼리파국(아랍어: خِلَافَةُ قُرطُبَة)을 자칭하였다.

## 같이 보기
- 레콩키스타